# Castella (Lot-et-Garonne)
Castella település Franciaországban, Lot-et-Garonne megyében. Lakosainak száma 377 fő (2022. január 1.). Castella La Croix-Blanche, Foulayronnes, Laugnac, Monbalen, Saint-Antoine-de-Ficalba, Sainte-Colombe-de-Villeneuve és Sembas községekkel határos.

## Népesség
A település népességének változása:
| Lakosok száma | 228  | 222  | 264  | 330  | 348  | 356  | 367  | 375  | 383  | 377  |
|               | 1968 | 1982 | 1990 | 2006 | 2013 | 2015 | 2017 | 2019 | 2020 | 2022 |